# Gino Gori
Gino Gori (Prato, 10 agosto 1913 – ...) è stato un calciatore italiano, di ruolo portiere.

## Carriera
Giocò in Serie A con la Fiorentina ed in Serie B con il Vigevano.

## Palmarès

### Club

#### Competizioni nazionali
- Serie C: 1

Prato: 1945-1946